# حلزون‌های نفیر
حلزون‌های نفیر (نام علمی: Buccinidae) نام یک تیره از فراراستهُ تازه‌شکم‌پایان است.